# دانیل مانچینلی
دانیل مانچینلی (انگلیسی: Daniel Mancinelli؛ زادهٔ ۲۳ ژوئیهٔ ۱۹۸۸) راننده مسابقه‌ای، و راننده خودروی مسابقه‌ای اهل ایتالیا است.